# 怪談新耳袋
『怪談新耳袋』（かいだんしんみみぶくろ）は、TBS系BSデジタル放送BS-i（現・BS-TBS）で放送された『新耳袋』を原作とするテレビドラマ。英語版DVDのタイトルは「Tales of Terror from Tokyo and All Over Japan」。

## 概要
1話5分で構成されるショートフィルム形式のホラードラマであり、2003年2月の放送開始以降、断続的に5シリーズが放送された。清水崇や雨宮慶太といったトップクリエーターも監督として参加している。
2004年8月にオムニバス映画化され、2005年8月の映画第2弾は、シリーズ初の長編となった。
本作は世界23カ国で放送され、映画版も世界配給されるロングセラーとなった。
原作は、実話怪談集『新耳袋』（木原浩勝、中山市朗、メディアファクトリー）である。しかし、映像作品としてそれぞれ独自の解釈・脚色がなされている為、原作とは異なる怖さやテイストを持つ話が多数存在する。
テレビシリーズは、原作者の木原が女優の三輪ひとみに怪談を語るビデオソフト『新耳袋 木原浩勝の美女怪談』（2002年）を前身としており、『美女怪談』の監督を務めた鈴木浩介の協力によりテレビドラマ化された。
以下、各シリーズの小見出し（第○夜、○○編）は、DVD発売時のサブタイトルで、本放送時には画面上の表記はされていない。英語表記は米国発売のDVDでのサブタイトルである。
なお、TVシリーズのDVD第1夜、第2夜、白いひも編、 開けちゃ駄目編、近づく編、花嫁さん編、御祓いは効かない編、三人来るぞ編、ふたりぼっち編、最終夜1、最終夜2に収録されていない81話、82話、83話、84話はそれぞれ「夜警の報告書1」、「夜警の報告書2」、「夜警の報告書3」、「夜警の報告書4」である。第1シリーズから99話の製作が目指され、第5シリーズで達成した。
違うエピソードに同じ登場人物（人物名、設定、演者が全く同じ）が出てくることも多い。中には10回以上も怪奇現象を体験させられた不幸な人も。
地上波・BSでの再放送時には、下記とは違う組み合わせで30分番組として放映される場合も多い。

## 第1シリーズ
2003年2月放送。DVDとVHSは2003年6月4日と7月2日にキングレコードより発売された。

### 第1夜
- 第7話「エレベーター」The Elevator（主演：内山理名、監督：清水崇、2月3日放送）
- 第1話「来客」The Visitor（主演：植松夏希、監督：豊島圭介、2月6日放送）
- 第35話「ニシオカケンゴ」Kengo Nishioka（主演：奥貫薫、監督：鶴田法男、2月5日放送）
- 第34話「カセットテープ」Cassette Tape（主演：大森南朋、監督：佐野史郎、2月10日放送）
- 第26話「棚さがり」Off the Shelf（主演：渡辺いっけい、監督：吉田秋生、2月24日放送）
- 第30話「背広返し」The Backward Suit（主演：岡本信人、小橋めぐみ、監督：三宅隆太、2月12日放送）
- 第19話「覆水」Spilt Water（主演：石野真子、監督：鶴田法男、2月11日放送）
- 第31話「ビデオ」Video（主演：三輪明日美、三輪ひとみ、監督：木原浩勝、2月18日放送）
- 第9話「妹の部屋」My Sister's Room（主演：佐久間信子、監督：豊島圭介、2月26日放送）
- 第20話「修学旅行」The School Excursion（主演：栗田梨子、監督：三宅隆太、2月4日放送）

### 第2夜
- 第27話「さとり」Enlightenment（主演：内山理名、監督：清水崇、2月20日放送）
- 第72話「待ち時間」Waiting Time（主演：水橋研二、内山理名、監督：清水崇、2月21日放送）
- 第22話「第三診療室 前編」Examination Room #3 - Part One（主演：要潤、尾野真千子、監督：吉田秋生、2月13日放送）
- 第23話「第三診療室 後編」Examination Room #3 - Part Two（主演：要潤、尾野真千子、監督：吉田秋生、2月14日放送）
- 第33話「忘れ物」Forgotten Item（主演：田畑智子、監督：難波涼、2月17日放送）
- 第10話「電車」The Train（主演：有坂来瞳、石橋けい、監督：三宅隆太、2月27日放送）
- 第6話「一滴の血」A Drop of Blood（主演：清水美那、監督：荒川栄二、2月19日放送）
- 第69話「石つぶて」Stones（主演：中原和広、監督：豊島圭介、2月25日放送）
- 第60話「恋人」The Lover（主演：橘実里、監督：鶴田法男）
- 第77話「百物語の取材」Covering the 100 Tales（主演：黒谷友香、監督：中山市朗、2月7日放送）

## 第2シリーズ
2003年8月放送。

### 白いひも編
- 第11話「かくれんぼ」（主演：ともさかりえ、監督：土井裕泰）
- 第15話「死神」（主演：竹山奈歩、監督：太田隆文）
- 第16話「スクープ」（主演：弓削智久、監督：太田隆文）
- 第5話「たけしくん」（主演：ともさかりえ、監督：森山享）
- 第32話「板人形」（主演：岡本光太郎、すほうれいこ、監督：森山享）
- 第18話「壁を叩く音」（主演：藤村ちか、監督：佐々木浩久）
- 第17話「白いひも」（主演：ともさかりえ、監督：森山享）

### 開けちゃだめ編
- 第36話「やめて」Please Don't（主演：伊藤洋三郎、監督：山口雄大）
- 第37話「もうやめて」No More, Please（主演：水木薫、監督：山口雄大）
- 第38話「来るなら来い!」Come, If You Dare（主演：伊藤洋三郎、監督：山口雄大）
- 第12話「庭」The Garden（主演：中原翔子、監督：高橋洋）
- 第28話「あそぼ」Let's Play（主演：小西舞、監督：森山享）
- 第8話「開けちゃだめ」Don't Ever Open It（主演：堀ノ内美月、監督：堀江慶）

### 近づく編
- 第3話「家紋」Family Crest（主演：三輪ひとみ、監督：佐々木浩久）
- 第14話「現場調書」An Interrogation（主演：筧利夫、監督：堀江慶）
- 第25話「旅館」A Hotel（主演：三船美佳、監督：太田隆文）
- 第2話「頼んだで」Take Good Care of Him（主演：津田寛治、監督：堀江慶）
- 第24話「狐風呂」Fox and a Bath（主演：田中要次、監督：佐々木浩久）
- 第21話「近づく」Getting Closer（主演：鈴木繭菓、監督：佐々木浩久）
- 第29話「手形」Handprints（主演：螢雪次朗、監督：太田隆文）

## 第3シリーズ
2004年5月放送。

### 花嫁さん編
- 第40話「赤い目」（主演：坂井真紀、矢沢幸治、監督：鈴木浩介）
- 第39話「重いッ!」（主演：井上晴美、北村一輝、監督：鈴木浩介）
- 第43話「正座する影」（主演：今井春奈、久田美佳、監督：井口昇）
- 第58話「ばあさんが来る」（主演：大浦龍宇一、三川雄三、監督：井口昇）
- 第50話「赤い三輪車」（主演：中丸シオン、宝井誠明、監督：三宅隆太）
- 第42話「もうひとり」（主演：緋田康人、西沢仁太、監督：豊島圭介）
- 第47話「花嫁さん」（主演：黒田アーサー、監督：佐々木浩久）

### 御祓いは効かない編
- 第70話「もののけの息」（主演：喜多嶋舞、監督：三宅隆太）
- 第44話「御祓いは効かない」（主演：橘実里、小林宏史、監督：佐々木浩久）
- 第74話「毛浪」（主演：辻美里、井上優里菜、監督：荒川栄二）
- 第51話「残業1」（主演：いとうまい子、堀江慶、監督：平野俊一）
- 第55話「残業2」（主演：いとうまい子、堀江慶、監督：平野俊一）
- 第66話「黒い男たち」（主演：石坂良磨、坂寄卓士、監督：豊島圭介）
- 第41話「幽霊屋敷と呼ばれる家」（主演：堀北真希、監督：佐々木浩久）
- 第49話「教えて」（主演：佐藤康恵、末吉宏司、監督：豊島圭介）

## 第4シリーズ
2005年3月放送。

### 三人来るぞ編
主演はすべて黒川芽以
- 第53話「オルゴール」（出演：鈴木瑞穂、監督：豊島圭介）
- 第54話「スナップ写真」（監督：村上賢司）
- 第76話「隣の女」（出演：藤沢大悟、監督：村上賢司）
- 第59話「ヘアピン」（出演：山中崇、監督：筧昌也）
- 第61話「あいさつ」（監督：吉田秋生）
- 第67話「舞ちゃんの声」（出演：久ヶ沢徹、監督：山田広野）
- 第52話「ねぼけ眼」（出演：榮倉奈々、監督：吉田秋生）
- 第73話「二周目」（出演：出光秀一郎、監督：古田亘）
- 第64話「吊り下がる」（出演：戸田昌宏、監督：豊島圭介）
- 第62話「三人来るぞ」（監督：吉田秋生）

### ふたりぼっち編
主演はすべて黒川芽以。
- 第56話「お初天神の幽霊」（出演：原精、監督：吉田秋生）
- 第71話「訪問者」（出演：山本彩乃、監督：豊島圭介）
- 第57話「欠席届」（出演：右手愛美、佐藤栞里、監督：筧昌也）
- 第46話「帰ってきた」（出演：近藤芳正、中原翔子、監督：村上賢司）
- 第63話「終電」（出演：松田一沙、監督：古田亘）
- 第45話「約束」（出演：松嶋亮太、星野晶子、監督：豊島圭介）
- 第65話「ふたりぼっち」（出演：中條由喜、監督：安里麻里）
- 第48話「未放送」（出演：千葉哲也、監督：井上雄介）
- 第75話「獣の臭い」（出演：山中聡、瑠川あつこ、監督：安里麻里）
- 第68話「青いレインコート」（出演：武田航平、監督：吉田秋生）

## 第5シリーズ
2006年7月5日にDVDが先行リリースされ、7月8日から2週にわたって土日深夜に放送された。
ある一家（父：嶋田久作、長女：星野真里、次女：桐谷美玲、三女：小池里奈）のそれぞれを主人公としたオムニバスとなっている。

### 最終夜1
- 第90話「社長室」（出演：星野真里、監督：井口昇）
- 第87話「無表情」（出演：桐谷美玲、監督：村上賢司）
- 第94話「水辺の写真」（出演：小池里奈、監督：三宅隆太）
- 第92話「続く」（出演：嶋田久作、監督：佐々木浩久）
- 第88話「小田原提灯」（出演：星野真里、監督：佐々木浩久）
- 第89話「てさぐり」（出演：星野真里、監督：佐々木浩久）
- 第96話「超能力」（出演：小池里奈、監督：村上賢司）
- 第86話「へそくり」（出演：嶋田久作、監督：井口昇）
- 第78話「姉形」（出演：桐谷美玲、監督：吉田秋生）
- 第99話「シャワー」（出演：星野真里、監督：吉田秋生）

### 最終夜2
- 第13話「絆創膏」（出演：星野真里、監督：佐々木浩久）
- 第93話「臭い」（出演：桐谷美玲、監督：井口昇）
- 第97話「大変やぁ」（出演：小池里奈、監督：井口昇）
- 第91話「タバコはベランダで」（出演：嶋田久作、監督：吉田秋生）
- 第95話「いってきます」（出演：星野真里、監督：三宅隆太）
- 第98話「おシカさん」（出演：嶋田久作、監督：吉田秋生）
- 第4話「同じ傷」（出演：小池里奈、監督：村上賢司）
- 第85話「爆弾」（出演：星野真里、監督：村上賢司）
- 第79話「中学の同級生 前編」（出演：桐谷美玲、監督：三宅隆太）
- 第80話「中学の同級生 後編」（出演：桐谷美玲、監督：三宅隆太）

## 怪談新耳袋スペシャル（2007年版）
怪談新耳袋、初の1時間のスペシャル版。

### 絶叫編 左「黒い男たち」
2007年6月30日放送。失踪した同級生の謎に迫る大学生、今日香に忍び寄る黒い影。
あらすじ
カフェでアルバイトをしている大学生・今日香がアパートに帰ると、郵便受けに古びた茶封筒が入っていた。
中には黄ばんで色のあせたスナップ写真が1枚、小学三年生くらいの女の子二人が微笑んでいる。写真の一人は今日香、もう一人は横須賀さちこという同級生だった。写真の裏に「たすけて」と意味深なメッセージが残されている。
写真が気になって地元に帰った今日香は、同級生の栄子からさちこの居場所を確認する。引越をしたと思っていた今日香は驚くが、さちこと会うことはできないらしい。
真相を確かめるべく、さちこの家に向かうが、やはり家に居らず、彼女の部屋は小学生の頃そのままの状態だった。彼女の父から、さちこは突然失踪し、周囲には転校したことにしていたと知らされた今日香は、さちこが失踪した“神隠しの山”と呼ばれる場所に向かう。
この場所でよく二人で遊んでいたことなどを思い出した今日香の背後に、突然“黒い人”のような影が現れる。不穏な気配を感じた今日香が振り返ると、黒い背広を着た男が迫ってくる。

キャスト
- 山本今日香：小出早織
- 小野田優：川久保拓司
- 大島栄子：尹うり
- さちこの母：滝本ゆに
- さちこの父：原田文明
- 黒い男：大久保英一
- 奈緒子：鈴木明日香
- 亜理紗：平井絵美
- 横須賀さちこ：宝積有香
- 山本今日香の幼少：若山詩音

スタッフ
- 監督：三宅隆太
- 脚本：鈴木卓爾
- プロデューサー：丹羽多聞アンドリウ、山口幸彦
- 音楽：遠藤浩二
- 製作：怪談新耳袋劇場版製作委員会、BS-i、キングレコード

### 絶叫編 右「牛おんな」
2007年7月7日放送。
あらすじ
ある森を訪れた5人の男女。しかしそこは、角を持って生まれ凶事を告げるモノ「牛おんな」が住む禁断の土地だったのだ。怪物の怒りを買った彼らは、一人また一人と惨殺されていく。

キャスト
- 新庄明日香：小出早織
- 和田昇：細田よしひこ
- 森本泰史：佐野和真
- 三上かな子：山口真璃亜
- 小笠原佑二：中江大樹
- 牛おんな：じゃーじー真輝糸洲

スタッフ
- 監督：村上賢司
- 脚本：向井康介
- プロデューサー：丹羽多聞アンドリウ、山口幸彦
- 音楽：遠藤浩二
- 製作：怪談新耳袋製作委員会、BS-i、キングレコード

## 怪談新耳袋スペシャル（2008年版）

### 絶叫編 上「ぶぅん」
2008年6月29日放送。B級ホラー映画のロケ隊が、ロケ先で偶然見つけた廃屋で奇怪な現象に巻き込まれる。「黒い男たち」の続編。
あらすじ
木々をかき分け、必死に駆ける夏美が足をとられて転倒する。その背後に巨大な植木バサミを持ち、豚のマスクを被った殺人鬼が迫る。夏美が悲鳴を上げたその時、監督のカットがかかった。ホラー映画「怪談!豚おとこ」の撮影現場である。
次のロケ先がNGになってしまい、助監督が新しい撮影現場を探す。その時、突然バスが止まり、運転手が一方を指差している。そこには荒れ果て不気味な佇まいの廃墟があった。一行が廃墟の中へと足を踏み入れる一方、車に残った夏美はふと視線を感じ、振り返る。そこには眼鏡を掛けた一人の少女が立っていた。少女は夏美を見つめ、首を横に振っていた。まるで「入ってはダメ。」と言っているかのように。
建物内へと入っていった浅野たちはこの薄気味悪い廃墟を次の撮影現場と決め、一行はバスへ戻って行った。背後に黒い人影が通り過ぎて行ったことも知るよしもない。

キャスト
- 井元夏美：大政絢 新人女優
- 浅野真理子：宮澤美保 監督
- 橘真也：重松隆志
- 神野祐介：鈴木卓爾 助監督
- 種村清：秋田宗好 ロケバスの運転手
- 謎の少女（横須賀さちこ）：鈴木杏奈(現・住谷杏奈)

スタッフ
- 原作：木原浩勝/中山市朗「新耳袋」（メディアファクトリー刊）
- 監督/脚本：三宅隆太
- プロデューサー：丹羽多聞アンドリウ/山口幸彦
- 制作：ハニーバニー
- 製作：ビーエス・アイ/キングレコード

### 絶叫編 下「ぎぃ」
2008年7月6日放送。家庭教師を引き受けた女子大学生に迫る恐怖を描く。
あらすじ
児童心理学の講義を真面目に受ける松嶋亜季。幼稚園の先生になる夢を持つ亜季は、教授の勧めで短期のベビーシッターをすることにした。アルバイト先である外山家に着いた亜季は、社長業に忙しい母親・紀子から5歳の息子・剛を紹介される。カーテンを閉め切った薄暗い部屋で布団をかぶった剛は絵を描いていた。剛が描いた絵には、真っ黒な大男が描かれていた。ボサボサの髪、黒く塗りつぶされた顔。それは「ぎぃ」と呼ばれ、剛の友達だという。また「ぎぃ」は“邪魔な人を消し去る”技を持っているのだという。その話を聞き、亜季は不審に思った。

キャスト
- 松嶋亜季：大政絢 女子大生
- 外山剛：加藤清史郎 5歳の少年
- 外山紀子：八木小緒里 剛の母
- ぎぃ：ちん

スタッフ
- 原作：木原浩勝/中山市朗「新耳袋」(メディアファクトリー刊)
- 脚本：三宅隆太
- 監督：井口昇
- プロデューサー：丹羽多聞アンドリウ/山口幸彦
- 制作：ハニーバニー
- 製作：ビーエス・アイ/キングレコード

## 怪談新耳袋スペシャル（2009年版）

### 絶叫編 まえ「すごい顔」
2009年7月2日放送。女子高生・姫野やよいが巻き込まれる恐怖体験を描く。
本作の幽霊は、「見たら死にたくなるようなすごい顔」をしているのが特徴で、その顔は最後まで視聴者には明かされない。
あらすじ
とある高校に、「顔が塗りつぶされた女性の肖像画がどこかにあり、その顔の部分を削ると実際に女性が現れて襲い掛かってくる」という怪談があった。しかも、その顔は見ると「死にたくなるくらいすごい顔」らしい。物語は、一人の女子生徒が女に襲われ顔を見て、「すごい」と呟きながら首つり自殺するところから始まる。
女子高生の姫野やよいと友人たちは、学校内で文化祭の準備を行う最中、顔が黒く塗りつぶされた肖像画を発見する。直感で恐怖を感じたやよいはその絵を倉庫にしまうが、友人がその黒く塗り潰された部分を削ってしまう。それを聞いた美術部のゆきえは、学校にまつわる都市伝説について語りだす。それは、あの女の絵をみつけた女子生徒が、その絵の上に落書きをしたらもっと怖い顔になってしまって、直そうとしたが直せずに顔を黒く塗りつぶしてしまい、のちに首をつって死んでしまった、とのことだった。やよいはその話を聞いて怖がるが、嘘だとゆきえと笑い合い、教室に戻る。しかしそれにより、女が本当に現れ、洗面所で顔を洗っていたゆきえは襲われ、顔を見てしまう。
その後も女は生徒たちを次々と襲い、ある者は恐怖におびえながら、またある者は「すごい、すごい!」と爆笑しながら、一人また一人と姿を消していく。やよいやクラスメイトは教室を出ていった友人たちが戻ってこないことを疑問に思いつつ、作業を続行する。
やがて放課後になると、やよいは1人残った友人を教室に残し、自身は忘れ物を取りに行くため教室から出るが、その間に女が現れ、教室に残る友人を襲う。戻ってきたやよいは異変に気づき、友人たちに片っ端から電話をかけるが誰にも繋がらない。不安を感じたやよいは校舎を探し回ったところ、トイレの個室内で首つり自殺しているゆきえを発見し、その直後に女がやよいの背後に現れる。
女は、驚いて腰を抜かしたやよいに襲いかかり、他の生徒同様顔を見せつけようとするが、やよいは恐怖のあまり目を閉じ、そのまま逃げる。追ってくる女から逃げ惑うやよいは合唱部室に逃げ込むが、そこで歌っていた合唱部員全員が首つり自殺しているのを目撃する。
キャスト
- 姫野やよい :山下リオ
- ゆきえ : 真下玲奈

スタッフ
- 原作：木原浩勝/中山市朗「新耳袋」（メディアファクトリー刊）
- 脚本：三宅隆太
- 監督：吉田秋生
- 音楽：遠藤浩二
- プロデューサー：丹羽多聞アンドリウ/山口幸彦
- 制作：BS-TBS/キングレコード
- 制作協力：ハニーバニー

### 絶叫編 うしろ「記憶」
2009年7月9日放送。バイト仲間と心霊スポットに行った青年の恐怖体験を描く。
あらすじ
ファミレスのバイト仲間である信吾、悟、義則の 3人は心霊スポットで不思議な体験をして逃げ帰る。その帰りの車中で義則がシートに呑み込まれ、姿を消してしまう。混乱する信吾と悟だが、義則の家族もバイト先の店長や同僚のみさきも義則のことなどはじめからいなかったような物言いをする。

キャスト
- 信吾：佐野和真
- みさき：山下リオ
- 義則：田辺季正

スタッフ
- 原作：木原浩勝「隣の怪」（メディアファクトリー刊）
- 脚本：三宅隆太
- 監督：豊島圭介
- 音楽：遠藤浩二
- プロデューサー：丹羽多聞アンドリウ/山口幸彦
- 制作：BS-TBS/キングレコード
- 制作協力：ハニーバニー

## 怪談新耳袋 百物語
4年ぶりにショートフィルム形式で放送。2010年5月2日放送。
キャスト
【bump.y】
松山メアリ ／ 桜庭ななみ ／ 宮武美桜 ／ 高月彩良 ／ 宮武祭

エピソード
- 第104話「扉の向こう」（出演：桜庭ななみ、宮武祭、監督：篠崎誠、脚本：篠崎誠）
- 第102話「寺に預けられた理由」（出演：宮武祭、宮武美桜、高月彩良、監督：内藤瑛亮、脚本：内藤瑛亮）
- 第101話「スリッパ」（出演：桜庭ななみ、松山メアリ、監督：大九明子、脚本：大九明子）
- 第107話「庭の木」（出演：高月彩良、監督：大畑創、脚本：大畑創）
- 第103話「ついてくるもの」（出演：松山メアリ、監督：篠崎誠、脚本：篠崎誠）
- 第105話「赤塗り」（出演：宮武美桜、高月彩良、監督：継田淳、脚本：藤平絢人）
- 第109話「空き家」（出演：宮武美桜、松山メアリ、高月彩良、監督：朝倉加葉子、脚本：朝倉加葉子）
- 第108話「隣の女」（出演：松山メアリ、宮武美桜、監督：継田淳、脚本：継田淳）
- 第110話「市松人形」（出演：高月彩良、監督：三宅隆太、脚本：三宅隆太）
- 第106話「帰宅」（出演：桜庭ななみ、監督：三宅隆太、脚本：三宅隆太）

## 怪談新耳袋 殴り込み!（ビデオ版）
スピンオフ企画として作された心霊スポットを巡るドキュメンタリービデオシリーズ。『怪談新耳袋 殴り込み!』は2008年発売。『怪談新耳袋 殴り込み! 2』は2009年発売。
『怪談新耳袋 殴り込み! <東日本編>』『怪談新耳袋 殴り込み! <西日本編>』は2010年同時発売。2011年から『怪談新耳袋 殴り込み! <関東編>』を皮切りに劇場版が公開される。2013年には『怪談新耳袋 殴り込み! <地獄編>が前後編で発売。
シリーズ一覧
怪談新耳袋 殴り込み!
怪談新耳袋 殴り込み! 2
怪談新耳袋 殴り込み! <東日本編>
怪談新耳袋 殴り込み! <西日本編>
怪談新耳袋 殴り込み! <関東編>
怪談新耳袋 殴り込み! <沖縄編>
怪談新耳袋 殴り込み! <東海道編>
怪談新耳袋 殴り込み! <北海道編>
怪談新耳袋 殴り込み! <地獄編 前編>
怪談新耳袋 殴り込み! <地獄編 後編>
怪談新耳袋 殴り込み! <魔界編 前編>
怪談新耳袋 殴り込み! <魔界編 後編>
キャスト
- ギンティ小林
- 木原浩勝（1、2）
- 中山市朗（1、2）
- 清水崇（1）
- 豊島圭介（1、2、<東日本編>、<西日本編>）
- 住倉カオス（2）
- 田野辺尚人（<東日本編>、<西日本編>）
- METEO（<西日本編>）
- ロビン（<西日本編>）
- 山口幸彦（<東日本編>）
- 後藤剛（<東日本編>、<地獄編 前編>、<地獄編 後編>）
- 市川力夫（<地獄編 前編>、<地獄編 後編>）
- 青木勝紀（<地獄編 前編>、<地獄編 後編>）

スタッフ
監督 - 豊島圭介（1、2、<東日本編>、<西日本編>）、市川力夫・青木勝紀（<地獄編 前編>、<地獄編 後編>）
制作 - キングレコード、BS-TBS
販売元 - キングレコード

## 怪談新耳袋 暗黒
2023年7月27日から9月14日まで、BS-TBS・BS-TBS 4Kの「木曜ドラマ23」枠で放送された。
「闇」がテーマ。10分の新作1本＋5分の最恐セレクション（傑作選）3本の4本立ての8回で構成される。新作の「人形村」は4話完結の連続ドラマ。

### 病院に来た子供
2023年7月27日放送。
キャスト
- 葉山涼花（入院患者） - 菅田愛貴（超ときめき♡宣伝部）
- 浪川恵理子（看護師） - 速瀬愛
- おかっぱ頭の少女 - 新谷心採
- 麻野朋絵（看護師） - 吉岡千波
- 入院患者 - 高嶋杏

### ハトの出る部屋
2023年8月3日放送。
キャスト
- 望月俊平 - 今井柊斗
- 郷田渉 - 前川佑

### 乗客
2023年8月10日放送。
キャスト
- 由良翔平 - 染谷俊之
- 若い女 - 下尾みう（AKB48）

### カズオ
2023年8月17日放送。
キャスト
- 藤原健吾 - 本田剛文（BOYS AND MEN）
- 富永フサエ - 藤夏子
- カズオ-白鳥廉
- 電話の声-小橋川嘉人

### 人形村
2023年8月24日から9月14日まで放送。
キャスト
- コウキ - 吉澤要人（原因は自分にある。）
- ハヤト - 武藤潤（原因は自分にある。）
- セイヤ - 塩﨑太智（M!LK）
- リヨウ - 大倉空人（原因は自分にある。）
- スバル - 曽野舜太（M!LK）

### スタッフ
- 原作 - 木原浩勝・中山市朗『新耳袋 現代百物語』（角川文庫）[8]
- 脚本 - 加藤淳也、佐藤周[8]
- 監督 - 鈴木浩介、佐藤周、川松尚良[8]
- プロデュース - 丹羽多聞アンドリウ（BS-TBS）、山口幸彦（キングレコード）、後藤剛（シャイカー）[8]
- 製作 - 怪談新耳袋 暗黒 製作委員会（BS-TBS、キングレコード、シャイカー）

### 放送日程
| 回数 | 放送日  | サブタイトル         | 備考                                         |
| ---- | ------- | -------------------- | -------------------------------------------- |
| #1   | 7月27日 | 病院に来た子供       | 新作 監督：鈴木浩介 脚本：加藤淳也           |
| #1   | 7月27日 | 中学の同級生 前編    | 第79話 監督：三宅隆太 出演：桐谷美玲         |
| #1   | 7月27日 | 中学の同級生 後編    | 第80話 監督：三宅隆太 出演：桐谷美玲         |
| #1   | 7月27日 | 幽霊屋敷と呼ばれる家 | 第41話 監督：佐々木浩久 出演：堀北真希       |
| #2   | 8月03日 | ハトの出る部屋       | 新作 監督：川松尚良 脚本：加藤淳也           |
| #2   | 8月03日 | 第三診療室 前編      | 第22話 監督：吉田秋生 出演：要潤、尾野真千子 |
| #2   | 8月03日 | 第三診療室 後編      | 第23話 監督：吉田秋生 出演：要潤、尾野真千子 |
| #2   | 8月03日 | 恋人                 | 第60話 監督：鶴田法男 出演：橘実里           |
| #3   | 8月10日 | 乗客                 | 新作 監督：鈴木浩介 脚本：加藤淳也           |
| #3   | 8月10日 | 正座する影           | 第43話 監督：井口昇 出演：今井春奈           |
| #3   | 8月10日 | 隣の女               | 第76話 監督：村上賢司 出演：藤沢大悟         |
| #3   | 8月10日 | ニシオカケンゴ       | 第35話 監督：鶴田法男 出演：奥貫薫           |
| #4   | 8月17日 | カズオ               | 新作 監督：川松尚良 脚本：加藤淳也           |
| #4   | 8月17日 | オルゴール           | 第53話 監督：豊島圭介 出演：黒川芽以         |
| #4   | 8月17日 | 庭                   | 第12話 監督：高橋洋 出演：中原翔子           |
| #4   | 8月17日 | カセットテープ       | 第34話 監督：佐野史郎 出演：大森南朋         |
| #5   | 8月24日 | 人形村 第1話         | 新作 監督・脚本：佐藤周                      |
| #5   | 8月24日 | 社長室               | 第90話 監督：井口昇 出演：星野真理           |
| #5   | 8月24日 | 現場調書             | 第14話 監督：堀江慶 出演：筧利夫             |
| #5   | 8月24日 | 近づく               | 第21話 監督：佐々木浩久 出演：鈴木繭菓       |
| #6   | 8月31日 | 人形村 第2話         | 新作 監督・脚本：佐藤周                      |
| #6   | 8月31日 | エレベーター         | 第7話 監督：清水崇 出演：内山理名            |
| #6   | 8月31日 | さとり               | 第27話 監督：清水崇 出演：内山理名           |
| #6   | 8月31日 | 手形                 | 第29話 監督：太田隆文 出演：螢雪次朗         |
| #7   | 9月07日 | 人形村 第3話         | 新作 監督・脚本：佐藤周                      |
| #7   | 9月07日 | 訪問者               | 第71話 監督：豊島圭介 出演：黒川芽以         |
| #7   | 9月07日 | ふたりぼっち         | 第65話 監督：安里麻里 出演：黒川芽以         |
| #7   | 9月07日 | 赤い三輪車           | 第50話 監督：三宅隆太 出演：中丸シオン       |
| #8   | 9月14日 | 人形村 第4話         | 新作 監督・脚本：佐藤周                      |
| #8   | 9月14日 | 無表情               | 第87話 監督：村上賢司 出演：桐谷美玲         |
| #8   | 9月14日 | 水辺の写真           | 第94話 監督：三宅隆太 出演：小池里奈         |
| #8   | 9月14日 | 花嫁さん             | 第47話 監督：佐々木浩久 出演：黒田アーサー   |

| BS-TBS 木曜ドラマ23                                                                | BS-TBS 木曜ドラマ23                         | BS-TBS 木曜ドラマ23                    |
| 前番組                                                                             | 番組名                                      | 次番組                                 |
| ---------------------------------------------------------------------------------- | ------------------------------------------- | -------------------------------------- |
| 僕らの食卓 （2023年4月6日 - 6月8日） ↓ 僕らの食卓 〜僕らの休日〜 （2023年6月15日） | 怪談新耳袋 暗黒 （2023年7月27日 - 9月14日） | 天狗の台所 （2023年10月5日 - 12月7日） |

## 映画版

### 怪談新耳袋 劇場版
2004年8月公開。シリーズ初の映画作品となったこの作品は、1話10 - 15分の怪談8話で構成されるオムニバスである。テレビ放送版と異なり、それぞれに第○話の表記がない。
英語版タイトルは「Tales of Terror The Movie」。
- 「夜警の報告書」The Night Watchman （主演：竹中直人、林泰文、嶋大輔、監督：吉田秋生）
- 「残煙」Wisps of Smoke（主演：坂井真紀、坂上香織、佐藤康恵、監督：鈴木浩介）
- 「手袋」Gloves（主演：高岡早紀、大沢樹生、監督：佐々木浩久）
- 「重いッ!」The Weight（主演：井上晴美、北村一輝、監督：鈴木浩介）：第3シリーズで放送されたものと同一
- 「姿見」Full-Length Mirror（主演：内野謙太、上條誠、監督：三宅隆太）
- 「視線」Line of Sight（主演：堀北真希、堀切麻紀、乃木涼介、監督：豊島圭介）
- 「約束」The Promise（主演：曽根英樹、小野寺昭、監督：雨宮慶太）
- 「ヒサオ」Hisao（主演：烏丸せつこ、監督：平野俊一）

DVDの特典であるオーディオコメンタリーにおいて原作者の木原が語るところに拠れば、本映画の宣伝として、「約束」に登場する異常に背が高い女性（ちなみにこのキャラクターは、原作に惚れ込んだ雨宮慶太監督が自らデザインから女優の選考まで手掛けたもの）の等身大大判ポスターが、劇場公開前にTBS本社のエレベーター前に掲示されたが、そのビジュアルのあまりの怖さとインパクトの強さに対してエレベーター利用者からの苦情が殺到し、局始まって以来初めて、番宣ポスターが役員会の議題とされることとなり、協議の結果、撤去されることとなったという。

### 怪談新耳袋 劇場版 幽霊マンション
2005年8月公開。シリーズ初の長編。
ストーリー
主人公である女子高生・愛実と売れないフリーライターの父親は、家賃の安い古びたマンションに引越した。愛実はそこに漂う異常な空気に、不安と恐怖を感じていた。
引越当日、マンション住民たちの度を越した歓迎ぶりに愛実達は違和感をおぼえる。奇妙なことに愛実の荷物が詰まったダンボールに『愛』という一文字を見つけた住民達は、ひどく怯え、取り乱すのだった。
マンションの門前には一本のロープが渡してあり、「夜中の12時までに必ず、この線の内側に入らなければならない」という奇妙な決まりがあった。そしてその決まりを守らなかった人間、マンションから逃げ出した人間は必ず不審な死を遂げていく。
ただしこの決まり（呪い）から逃れる方法がひとつだけあった。マンションに新しい入居者が現れれば、一番古い入居者はここを出ることが許されるのだ。愛実たちが歓迎された理由はこれだった。
転勤や出張・残業を拒み続けたことで職を失い餓死の危機に瀕した夫婦、マンションに住む女の部屋で一泊したために呪いに巻き込まれた男、夜な夜な過去の罪の償わされる老夫婦。
愛実の父親はこのマンションの呪いを面白おかしく原稿化して雑誌に売り込もうとする。

キャスト
- 大和愛実：黒川芽以
- 大和充：愛美の父。フリーライター。吹越満
- 愛：オーナーの娘。前田綾花
- 布袋：103号室。
- 布袋雅美：103号室。英由佳
- 出雲高志：201号室。細田よしひこ
- 出雲夕一：201号室。高志の父。清水審大
- 出雲典子：201号室。高志の母。伊佐山ひろ子
- 恵比寿：101号室。管理人。谷津勲
- 恵比寿の妻：101号室。安田洋子
- 寿アケミ：203号室。根岸季衣
- ショウ：アケミの情夫。曽根英樹
- 大黒真理子：301号室の前の住人。滝沢涼子
- マンションの向かいに住む老婆：佐々木すみ江

スタッフ
- 監督：吉田秋生
- 脚本：渡邉睦月
- プロデューサー：丹羽多聞アンドリウ、山口幸彦
- 音楽：遠藤浩二
- 主題歌：黒川芽以「シアワセがふえるより哀しみをへらしたい」

### 怪談新耳袋 ノブヒロさん
2006年7月公開。劇場版怪談新耳袋、長編第二作。JAPANESE BREAKTHROUGH FILMSの第一弾作品。
ストーリー
デザイン会社に勤める悦子は、画家・ノブヒロのアトリエを訪れる。初対面にもかかわらず、彼女を親しげに“エッチャン”と呼ぶノブヒロに当惑しながらも、「絵のモデルになって欲しい」という申し出を受けた悦子は、それから毎日のようにアトリエに通うことになった。
次第に親しくなり、楽しく過ごす二人。しかし、悦子の一人娘・彩香は、ノブヒロに対して異常なまでのおびえを見せるのだった。
そのノブヒロがある日、急に自分の死を口にする。彩香が高熱を出したために、悦子がアトリエに行けなかったある晩、ノブヒロが不可解な死を遂げた。階段から転落したとされたが、その体は捻じ曲がり、苦悶の死に顔は恐ろしく曳き歪んでいた。
警察によって立ち入りが禁止されていたアトリエに忍び込んだ悦子は、自分とノブヒロを繋ぐ驚愕の事実を知ることとなる。

キャスト
- 里中悦子（エッチャン）：デザイン会社勤務。彩香の母でシングルマザー。内山理名
- 島崎信弘（ノブヒロさん）：洋画家。平田満
- 里中彩香：悦子の娘。岩本千波
- 里中和歌子：悦子の母。田島令子
- 藤村明彦：ノブヒロの親友で精神科医。高橋和也
- ノブヒロの母：佐々木すみ江
- ノブヒロの兄：でんでん
- 悦子の上司：筒井真理子
- 洪庵：住職。織本順吉

スタッフ
- 監督：豊島圭介
- 脚本：加藤淳也
- プロデューサー：丹羽多聞アンドリウ、山口幸彦
- 音楽：遠藤浩二
- 主題歌：「HORIZON」（諫山実生、東芝EMI)
- 製作：怪談新耳袋劇場版製作委員会、BS-i、キングレコード

### 怪談新耳袋 怪奇
『怪談新耳袋 怪奇』（かいだんしんみみぶくろ かいき）は、2010年9月4日公開のシリーズ第4弾。「ツキモノ」と「ノゾミ」の2編構成。2編とも主演は真野恵里菜。監督は『東京島』の篠崎誠、脚本は『呪怨 白い老女』の三宅隆太とJホラーの実力派を起用。
キャッチコピーは「この恐怖、背負う気あるの?」。
キャスト
『ツキモノ』
- 桐島あゆみ - 真野恵里菜
- 須藤匡子 - 坂田梨香子
- 永瀬晴美 - 鈴木かすみ
- 一ツ木勇子 - 吉川友
- 矢嶋啓子 - 北原沙弥香

『ノゾミ』
- 藤沢めぐみ - 真野恵里菜
- 土屋信子 - 伊沢磨紀
- 藤沢のぞみ - 荒井ひな
- 幼い頃のめぐみ - 岩本千波
- 藤沢瑤子 - 秋本奈緒美

スタッフ
- 監督 - 篠崎誠
- プロデューサー - 丹羽多聞アンドリウ（BS-TBS）、山口幸彦
- アソシエイト・プロデューサー - 鈴木浩介
- ライン・プロデューサー - 吉川厚志
- 原作 - 木原浩勝（『ツキモノ』&『ノゾミ』）、中山市朗（『ノゾミ』）
- 脚本 - 三宅隆太
- 撮影 - 三栗屋博
- 美術 - 桜井陽一
- 装飾 - 堀千恵
- 照明 - 鵜飼隆一郎
- 音楽 - 遠藤浩二
- 録音・MA - 岩丸恒
- 編集 - 佐野由里子
- VE（ビデオ編集） - 赤羽根崇
- 衣装（デザイン） - 塚本志穂
- ヘアメイク - 内城千栄子、及川奈緒美
- 助監督 - 荒川栄二
- 特殊メイク - 須賀寛子
- スタント - 沙李華
- 配給 - キングレコード

主題歌
- 『-家（うち）へ帰ろう-』
  - 作詞 - 三浦徳子 / 英語詞 - 西田恵美 / 作曲 - 畠山俊昭 / 歌 - 真野恵里菜（アップフロントワークス / hachama）

### 怪談新耳袋 殴り込み! 劇場版
『怪談新耳袋 殴り込み!劇場版 <関東編>』は2011年7月23日公開、『怪談新耳袋 殴り込み!劇場版 <沖縄編>』は2011年7月30日公開のスピンオフ映画。監督は村上賢司。『新耳袋 殴り込み』著者のギンティ小林も出演。
また、2012年夏には『怪談新耳袋 殴り込み!劇場版 <東海道編>』、『怪談新耳袋 殴り込み!劇場版 <北海道編>』が公開。監督は青木勝紀。2013年には『怪談新耳袋殴り込み! 劇場版 魔界編』が前編・後編で公開。監督は市川力夫、青木勝紀。
キャスト
- ギンティ小林
- 田野辺尚人
- 市川力夫
- 村上賢司（<関東編>、<沖縄編>）
- 青木勝紀（<東海道編>、<北海道編>）
- 後藤剛
- 木原浩勝
- 中山市朗

スタッフ
- 監督 - 村上賢司（関東編、沖縄編）、青木勝紀（東海道編、北海道編）
- プロデューサー - 丹羽多聞アンドリウ、山口幸彦、後藤剛

主題歌
- 『ライブドライブ』歌 - 藤田恵名（魔界編）
- 『壁紙にらめっこ』歌 - 藤田恵名（東海道編、北海道編）
- 『残響ビュッフェ』歌 - 藤田恵名（地獄編）

### 怪談新耳袋 異形
『怪談新耳袋 異形』（かいだんしんみみぶくろ いぎょう）は2012年8月11日順次公開の映画。監督はリメイク版『電人ザボーガー』などで知られる井口昇。主演はスマイレージ。エピソードは『おさよ』『赤い人』『部屋替え』『和人形』の4編から構成される。
キャッチコピーは「この恐怖、笑えない。」
キャスト
- スマイレージ
  - 和田彩花
  - 福田花音
  - 中西香菜
  - 竹内朱莉
  - 勝田里奈
  - 田村芽実

- 小山田サユリ
- 井上翔
- 戸田昌宏
- 和泉宗兵
- いしのようこ

スタッフ
- 監督 - 井口昇
- プロデューサー - 丹羽多聞アンドリウ（BS-TBS）、山口幸彦
- 原作 - 木原浩勝、中山市朗（「新耳袋」、角川文庫刊）
- 脚本 - 継田淳
- 音楽 - 遠藤浩二
- 制作 - BS-TBS、キングレコード、アップフロントエージェンシー
- 制作協力 - ビデオプランニング
- 配給 - キングレコード、アステア

主題歌
- 『君は自転車 私は電車で帰宅』
  - 作詞・作曲 - つんく / 編曲 - 山崎淳 / 歌 - スマイレージ（hachama / アップフロントワークス）